# Chevithorne
Chevithorne – wieś w Anglii, w Devon. Chevithorne jest wspomniana w Domesday Book (1086) jako Chenetorne/Chevetorna/Chiveorne/Chiveorna.